# تشارلز هنري كوليدغ
تشارلز هنري كوليدغ (بالإنجليزية: Charles H. Coolidge)‏ هو عسكري أمريكي، ولد في 4 أغسطس 1921 في سيجنال ماونتن في الولايات المتحدة وتوفي في 6 أبريل 2021.